# Natacha Régnier
Natacha Régnier sinh ngày 11.4.1974, là một nữ diễn viên người Bỉ. Natacha Régnier sinh tại Ixelles thuộc vùng Bruxelles. Chị yêu thích kịch từ khi mới lớn. Vai diễn đầu tiên trên màn ảnh của chị là trong phim  "The Motorcycle Girl" (1993), một phim ngắn của Stéphan Carpiaux. Sau đó, chị đóng nhiều vai trên phim truyền hình Pháp.
Năm 1998, tài năng của Régnier được khẳng định, khi chị và Élodie Bouchez đoạt chung Giải cho nữ diễn viên xuất sắc nhất tại Liên hoan phim Cannes 1988 cho các vai diễn của họ trong phim  La vie rêvée des anges của Erick Zonca. Régnier vừa mới đóng xong phim Une journée, hiện đang trong quá trình hậu sản xuất.
Natacha Régnier nói rằng thần tượng của chị là nữ diễn viên Sandrine Bonnaire. Régnier từng có quan hệ tình cảm với Jérémie Renier. Chồng cũ của cô là nhạc sĩ Yann Tiersen. Nay họ đã ly hôn và có một con gái 4 tuổi.

## Danh mục phim
- 1995: Dis-moi oui của Alexandre Arcady
- 1996: Encore của Pascal Bonitzer
- 1998: La Vie rêvée des anges của Erick Zonca
- 1999: Il tempo dell'amore của Giacomo Campiotti
- 1999: Les Amants criminels của François Ozon
- 2000: Tout va bien, on s'en va của Claude Mouriéras
- 2001: Comment j'ai tué mon père của Anne Fontaine
- 2001: La fille de son père của Jacques Deschamps
- 2003: Vert paradis của Emmanuel Bourdieu
- 2004: Demain on déménage của Chantal Akerman
- 2004: Ne fais pas ça ! của Luc Bondy
- 2004: Le Pont des Arts của Eugène Green
- 2004: Le Silence của Orso Miret
- 2004: L'Eté d'Isabelle (TV) của Nurbek Egen
- 2004: Carmen (TV) của Jean-Pierre Limosin avec James Thiérrée.
- 2006: La Raison du plus faible của Lucas Belvaux
- 2006: Les Amitiés maléfiques của Emmanuel Bourdieu
- 2006: Gaspard le bandit (TV) của Benoît Jacquot
- 2007: Boxes của Jane Birkin, Jane Birkin, Géraldine Chaplin, Michel Piccoli & Lou Doillon
- 2007: 1 journée của Jacob Berger
- 2007: Voici venir l'orage... (TV) của Nina Companeez
- 2008: Macma của Pierre Vinour, Mehdi Nebbou, Arly Jover & Aurélien Recoing.
- 2009: Impasse du désir của Michel Rodde & Rémy Girard, Laurent Lucas

## Phim ngắn
- 1993: The Motorcycle girl của Stéphan Carpiaux
- 1996: L'@mour est à réinventer, đoạn "La Mouette", của Nils Tavernier

## Clip
- 1996: Ken Higelin cho bài hát "Bien" của Mathieu Boogaerts trong album "Super" năm 1996.[2]

## Giải thưởng
- 1998: Giải cho nữ diễn viên xuất sắc nhất tại Liên hoan phim Cannes 1988, phim La Vie rêvée des anges (cùng với Élodie Bouchez)
- 1999: "Ngôi sao vàng của điện ảnh Pháp", phim  La Vie rêvée des anges
- 1999: Giải César cho nữ diễn viên triển vọng, phim La Vie rêvée des anges